# Дирхаунд
Дирхаунд (англ. deerhound) — шотландская порода борзых собак. Исторически использовались для загонной охоты на копытных в условиях сложной пересечённой местности. Свое название порода получила потому, что в первую очередь эти собаки применялись для  охоты на  благородных оленей.
Другие названия - оленья борзая, шотландская оленья борзая, шотландский дирхаунд.
Порода признана следующими кинологическими федерациями - FCI, AKC, UKC, KCGB, CKC, ANKC, NKC, NZKC, APRI, ACR, DRA, NAPR.

## История породы
Дирхаунд относится к старотипным борзым. Первые официальные  упоминания об оленьих борзых типа встречаются в трудах XVI века. При этом грубошёрстные борзые, к которым  относится дирхаунд, значительно старше, их упоминания  встречаются в  источниках, датированных VIII-IX веках. 
Долгое время дирхаунды являлись породой, содержать которую имела право только знать. При этом популярность дирхаунды завоевали как в самой Шотландии, так и в Англии. 
К концу XVIII века поголовье этой породы заметно уменьшилось  из-за падения интереса к загонной охоте.
С середины XIX века интерес к породе возобновляется и  дирхаунды начинают обретать популярность в качестве собаки-компаньона. Приблизительно в это же  время  породой начинают активно заниматься и в  Америке, где   итоге порода  получила  первое официальное  признание, когда в 1886 году  Американским кеннел-клубом был принят первый  стандарт этой породы.
Международной кинологической федерацией (FCI) дирхаунды были признаны в 1955 году.
На данный момент порода является достаточно малочисленной, распространена в основном у себя на  родине и в  США.

## Внешний вид
Дирхаунд является одной из самых высоких пород собак, в  стандарте  для этой породы  указывается только минимальный  рост сук и кобелей, при этом  верхний  предел роста не ограничен. При этом вес дирхаундов не велик  для собак такого роста, так как они имеют астеничное сложение, как и все борзые. 
Описать этих собак можно следующим образом. 
Голова у собак  этой породы  имеет удлинённые пропорции с плоской черепной частью.  Переход от лба к морде почти не  выражен. Морда  сильно вытянутая, заужается к мочке носа, имеет небольшую горбинку. Мочка носа чёрная или тёмная, крупная. Губы прилегают к зубам плотно, брылей и кожистого подвеса не имеют. Рельеф челюстей  хорошо выражен, зубы  крупные, с  полным  ножницеобразным прикусом.  
Глаза небольшие, округлые, близко посажены.  
Уши высоко поставлены, наполовину свисают и отведены назад.  В возбуждённом состоянии собака может полностью  поднимать уши. Стоячие уши также допустимы и не являются недостатком. Затылочный гребень очень развит, переход от головы  к шее хорошо выражен.   
Шея длинная, сильная, без кожистого подвеса. Холка хорошо выражена.   
Корпус удлинённый, производит впечатление объёмного за счёт выраженной  грудной клетки. Спина сильно выгнута вверх, высшая точка спины находится  выше холки. Поясница заметно изогнутая, сильно опускается к хвосту. Круп широкий, очень сильно обмускуленный, высокий.    
Хвост длинный, почти достигающий земли, тонкий и слабо подвижный. Чаще всего хвост у дирхаундов свободно свисает, а в движении приподнимается не выше линии спины.     
Конечности прямые, очень длинные, поставлены  параллельно друг другу. На передних конечностях  сильно развиты лопатки, локти плотно прижаты  к груди и находятся выше  линии груди. Переход от лапы к пясти хорошо выражен, сами пясти тонкие. Задние конечности длинные,  несколько  превышающие по длине передние  конечности. Бедро мускулистое и объёмное, скакательный сустав поставлен низко. Пясть короткая, сами лапы  компактные, с длинными пальцами, собранными в высокий  свод. Когти обязательно должны  касаться земли.         
Шерсть лохматая, густая,  жёсткая. Собака производит впечатление непричёсанности, некоторой  растрёпанности. Шерсть на корпусе, шее и верхней части конечностей имеет длину около десяти сантиметров, а на голове, груди, животе и по низу лап шерсть короткая, почти гладкая. На морде, возле  ушей и на скулах шерстный покров образует небольшие  начёсы.          
Окрас - все оттенки серого, зонарного, реже светло-рыжий или палевый. Допустимо наличие маски на морде и небольших  тигровин в окрасе. Белые  отметины также допустимы, но являются  нежелательными.           

## Характер
Дирхаунды азартны и упрямы в работе, при этом вне охоты они достаточно спокойны и сдержанны. При содержании дома не склонны к  шуму и активности. К людям  привязчивы и ласковы, причем как к членам семьи, так и к посторонним. В силу таких особенностей характера  использовать дирхаундов для  охраны невозможно, несмотря на их крупные  габариты.
В силу добродушного и мягкого характера эти собаки  отлично уживаются с другими собаками в доме, а также терпеливы к  детям. Но содержание с другими видами  животных может быть осложнено тем, что у  дирхаундов высоко развит  охотничий  инстинкт.
При взаимодействии как с людьми, так и со своими  собратьями дирхаунды не склонны к активным играм, во время выгула им не требуется постоянной  нагрузки.
В  принятии решений дирхаунды проявляют  независимость, как и большинство охотничьих собак. Обучение командам идёт не быстро, и требует настойчивости и внимания  со стороны хозяев.

## Здоровье и уход
К самым распространённым болезням, характерным для этой породы, относятся  кардиомиопатия, портосистемный шунт, цистинурия, гипотиреоз, респираторная аллергия, дисплазия.
Шерсть дирхаундов требует регулярного ухода, её нужно расчёсывать или тримминговать несколько раз в неделю, так как  собаки этой породы  активно линяют.
На период взросления щенкам необходимо бережное отношение к лапам, важно не допускать подъемов и спусков по лестнице, а также  высоких прыжков. При выращивании дирхаундов их диета должна быть богата кальцием и минералами.

## Применение
Дирхаунды традиционно использовались как  охотничьи собаки, сейчас же в практической охоте  почти не применяются. На смену  использованию в охоте  пришли занятия такими видами собачьего спорта, как  курсинг и бега, в которых  диирхаунды  показывают хорошие результаты. В  силу мягкости характера и контактности с  людьми  используют дирхаундов и в качестве  собак-компаньонов.  

## Стагхаунд
Стагхаунд, или американская оленья борзая, считается подвидом дирхаунда. Визуально эти собаки очень схожи, что и дало основания считать  стагхаундов  подвидом шотландской оленьей борзой. 
На  самом деле стагхаунд это не совсем  та же самая  порода, так как в них имеется  примесь кровей  грейхаундов.
На  американском континенте стагхаунды получили развитие  ещё с XVII века, когда первые  поселенцы из Европы привезли с собой европейских борзых нескольких пород. В ходе их адаптации к новым  условиям на основе дирхаунда и был сформирован стагхаунд. 
Фактически, стагхаунд не является стабилизированной породой, а продолжает разводиться  как смесь двух пород, так называемая гибридная  порода или лёрчер. Примесь кровей  грейхаундов даёт стагхаундам более высокую  скорость и азартность в работе, по сравнению с дирхаундами. При этом по сравнению с  грейхаундами, они обладают большей выносливостью, неприхотливостью в содержании и большей способностью переносить отрицательные  температуры. 
Характер стагхаундов практически не отличается от дирхаундов, они также  активны, упорны в преследовании добычи и контактны со своими хозяевами.